# Estación Lecueder
Lecueder es una estación ferroviaria ubicada en la localidad homónima, departamento de Departamento General Roca, Provincia de Córdoba, Argentina.

## Servicios
Pertenece al Ferrocarril General San Martín de la red ferroviaria argentina, en el ramal que une las estaciones de Justo Daract - Cañada Verde en la Provincia de Córdoba.

## Historia
En el año 1910 fue inaugurada la estación, por parte del Ferrocarril Buenos Aires al Pacífico.